# Esther Baezner
Esther Baezner (* 19. August 1883 in Freiburg; † 13. September 1948 in Versoix; heimatberechtigt in Genf) war eine Schweizer Komponistin und Musikkritikerin.

## Leben und Wirken
Esther Baezners Eltern waren der Bankier Friedrich Christian Vogel und Catherine Eugénie geborene Michel. Sie heiratete 1907 den Arzt Charles Baezner und wurde Mutter von zwei Töchtern. Agnes Debrit-Vogel war ihre Schwester. Baezner wurde am Konservatorium Bern zur Pianistin ausgebildet. Rudolf Kradolfer war ihr Lehrer. Sie erhielt auch Preise bei Kompositionswettbewerben. Eine Weiterbildung im Ausland kam für ihre Familie nicht in Frage, obwohl sie «recht fortschrittlich» erzogen wurde.
Baezner verzichtete nach ihrer Heirat auf eine Karriere als Pianistin. Sie veröffentlichte fünf Werke als Komponistin und schrieb 1928 das Eröffnungsspiel der Schweizerischen Ausstellung für Frauenarbeit (SAFFA) in Bern. Ihr Chanson du bon Soldat («Lied des guten Soldaten») erhielt 1940 einen Preis von Radio Sottens. Baezner arbeitete auch als Musikkritikerin und war von 1918 bis 1931 Musikkorrespondentin für die Zeitung Der Bund. Ihre Artikel galten als objektiv und «feinsinnig» analysiert. Die zentralen Themen ihres Werks waren Solidarität und Pazifismus. Baezner engagierte sich auch in der feministischen Bewegung und unterstützte die Pfadfinderinnen.

## Belege
1. 1 2  In Memoriam. Madame Esther Baezner-Vogel. In: Le Mouvement Féministe. Organe officiel des publications de l’Alliance nationale des sociétés féminines suisses. Heft 758, Band 36 (1948). S. 54. (Französisch; E-Periodica).
2. 1 2 3  Irène Minder-Jeanneret: Esther Baezner. In: Historisches Lexikon der Schweiz.  23. Dezember 2002.

| Personendaten    | Personendaten                                                |
| ---------------- | ------------------------------------------------------------ |
| NAME             | Baezner, Esther                                              |
| ALTERNATIVNAMEN  | Baezner-Vogel, Esther (Ehename); Vogel, Esther (Geburtsname) |
| KURZBESCHREIBUNG | Schweizer Komponist und Musikkritikerin                      |
| GEBURTSDATUM     | 19. August 1883                                              |
| GEBURTSORT       | Freiburg im Üechtland, Schweiz                               |
| STERBEDATUM      | 13. September 1948                                           |
| STERBEORT        | Versoix, Schweiz                                             |